# Olivia Wunsch
Olivia Wunsch (Sídney, 31 de mayo de 2006) es una deportista australiana que compite en natación, especialista en el estilo libre. Ganó una medalla de oro en el Campeonato Mundial de Natación de 2025, en la prueba de 4 × 100 m libre.

## Palmarés internacional
| Campeonato Mundial | Campeonato Mundial  | Campeonato Mundial | Campeonato Mundial |
| Año                | Lugar               | Medalla            | Prueba             |
| ------------------ | ------------------- | ------------------ | ------------------ |
| 2025               | Singapur (Singapur) | Medalla de oro     | 4 × 100 m libre    |